# Міщенко Олег Миколайович
Олег Миколайович Міщенко (нар. 11 травня 1975, Тольятті, Російська Федерація) — український вчений у галузі стоматології, щелепно-лицевої хірургії та дентальної імплантології. Професор, завідувач кафедри стоматології післядипломної освіти Запорізького державного медик-фармацевтічного університету (ЗДМФУ). Президент відділення ICOI Europe-Ukraine, радник Європейської Академії стоматології, член Американської стоматологічної асоціації.

## Біографія
Народився в місті Тольятті, РФ. У 1988 році переїхав з батьками в Україну. Вищу медичну освіту здобув у Харківському національному медичному університеті. Одружений, має двох дітей.

## Професійна діяльність
Завдяки активній науковій та професійній діяльності здобув звання професора і обіймає посаду завідувача кафедри стоматології післядипломної освіти у ЗДМФУ. Визнаний експертом у галузі дентальної імплантології з сертифікацією Expert in Oral Implantology, Fellowship of Implant Dentistry та Board Certified-Diplomate (ICOI Europe, Баден-Баден, Німеччина) з 2019 року.

## Наукова діяльність
Олег Міщенко є автором понад 100 наукових публікацій у галузі щелепно-лицевої хірургії, володарем 10 патентів на винаходи. Його наукові інтереси охоплюють розробку інноваційних методів у дентальній імплантології, зокрема, покращення біосумісності та остеоіндуктивних властивостей імплантованих конструкцій. Займається дослідженнями в галузі матеріалознавства, зокрема розробкою та характеристикою біосумісних матеріалів для біомедичних застосувань. 
Його робота охоплює такі основні напрями:
1. Матеріали для кісткових трансплантатів: Він суттєво сприяв вивченню синтетичних кальцій-фосфатних матеріалів, які використовуються в кісткових трансплантатах, підкреслюючи їх біоактивність і застосування в тканинній інженерії.
2. Наноматеріали: Олег Мищенко досліджував синтез та властивості різних наноматеріалів, включаючи срібні наночастинки, та їхнє впровадження в біоматеріали для підвищення антимікробних властивостей.
3. Біосумісність: Його дослідження також охоплюють оцінку біосумісності та антибактеріальних властивостей різних сплавів і покриттів, які використовуються в медичних застосуваннях, зокрема титанових сплавів.
4. Методи модифікації поверхні: Він вивчав сучасні методи модифікації поверхні, такі як лазерно-індуковані періодичні структури поверхні, для покращення характеристик медичних імплантів.

## Підприємницька діяльність
Є співзасновником та співвласником міжнародної компанії "Nano Prime" (Польща), яка спеціалізується на розробці технологій у галузі регенеративной медицини та інноваційних дентальних імплантатів.

## Участь у міжнародних проєктах
Був залучений до міжнародних наукових проєктів, серед яких:
- Проєкт №8/2018 — "Підвищення біосумісності імплантатів з титанових і цирконієвих сплавів шляхом лазерного наноструктурування" (спільно з Інститутом фізики НАН України).
- Horizon 2020-MSCA-RISE-2017 — "Nanostructural surface development for dental implant manufacturing" (№777926), спрямований на розробку наноструктурних поверхонь для виробництва дентальних імплантатів.
- POIR.01.01.02-00-0022/16 — "Development of technology and launching the production of innovative dental implants with increased osteoinductive properties" (Польща), присвячений технології виготовлення імплантатів з підвищеними остеоіндуктивними властивостями.
- Horizon 2020-MSCA-RISE-2017 — "Novel 1D photonic metal oxide nanostructures for early stage cancer detection" (№778157), націлений на розробку фотонних наноструктур для ранньої діагностики раку.

співпрацює з Національним фондом досліджень України, де він виступає як експерт у рамках різних наукових проектів, спрямованих на розвиток стоматології та медичних технологій в країні.

## Публікації
1. DC plasma electrolytic oxidation treatment of gum metal for dental implants.
2. Effects of the sources of calcium and phosphorus on the structural and functional properties of ceramic coatings on titanium dental implants produced by plasma electrolytic oxidation.
3. Incorporation of Ca ions into anodic oxide coatings on the Ti-13Nb-13Zr alloy by plasma electrolytic oxidation